# Lâu đài Kufstein

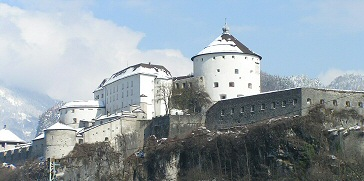
The Fortress of Kufstein.

Lâu đài Kufstein (tiếng Đức: Festung Kufstein) nằm ở Kufstein thuộc bang Tirol, Áo, cao 507 mét (1.663 ft) so với mực nước biển.

## Lịch sử
Lâu đài được đề cập lần đầu tiên trong một tài liệu từ năm 1205, khi đó nó được gọi là Castrum Caofstein; vào thời điểm này, nó là sở hữu của Công tước xứ Bavaria Ludwig và giám mục Regensburg. Năm 1415, nó được củng cố bởi Louis VII, Công tước xứ Bavaria. Vào năm 1504, thành phố và lâu đài đã bị Hoàng đế Maximilian I của Thánh chế La Mã bao vây và chinh phục, các tòa tháp tròn khổng lồ được xây dựng từ năm 1518 đến 1522 làm tăng thêm khả năng phòng thủ của lâu đài.
Vào những thời gian sau của lịch sử, lâu đài thuộc sở hữu của Bavaria từ năm 1703 đến 1805 và thuộc về Áo vào năm 1814. Ngày nay, lâu đài được sử dụng như viện bảo tàng, sử dụng cho các buổi hòa nhạc và các cuộc họp.

## Thư viện ảnh

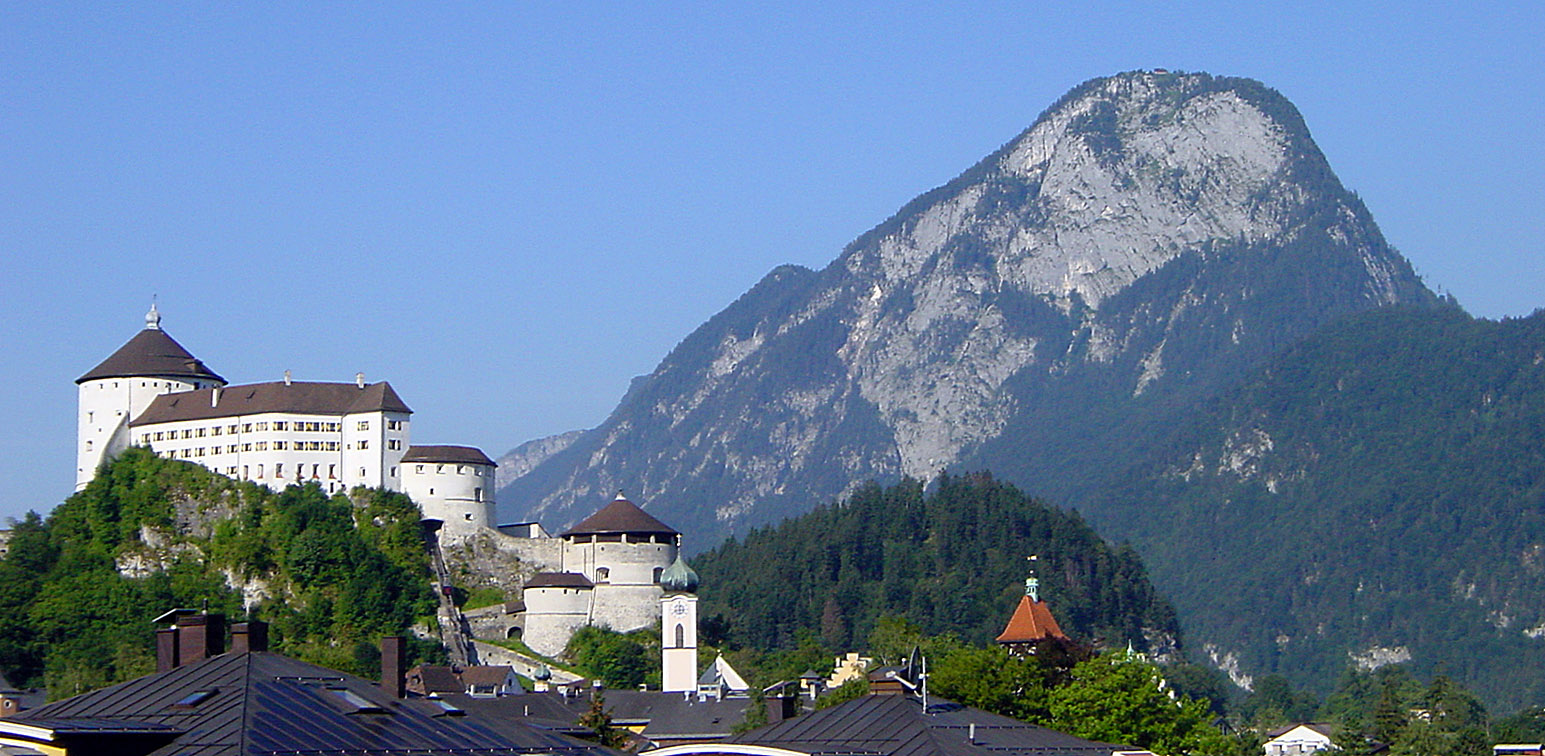
Lâu đài Kufstein với ngọn núi Pendling (1563 m)
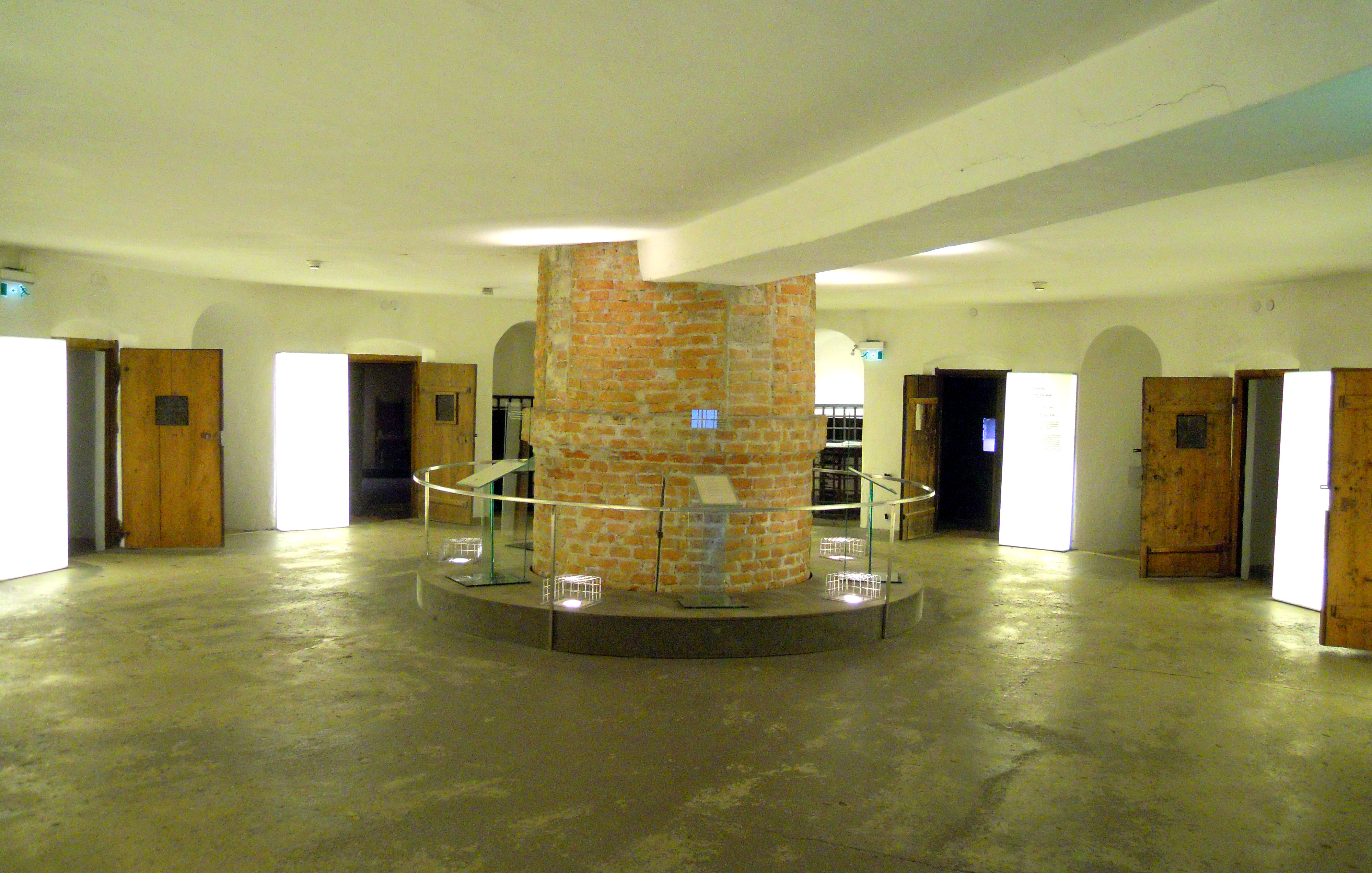
The cells in the tower at Kufstein Fortress
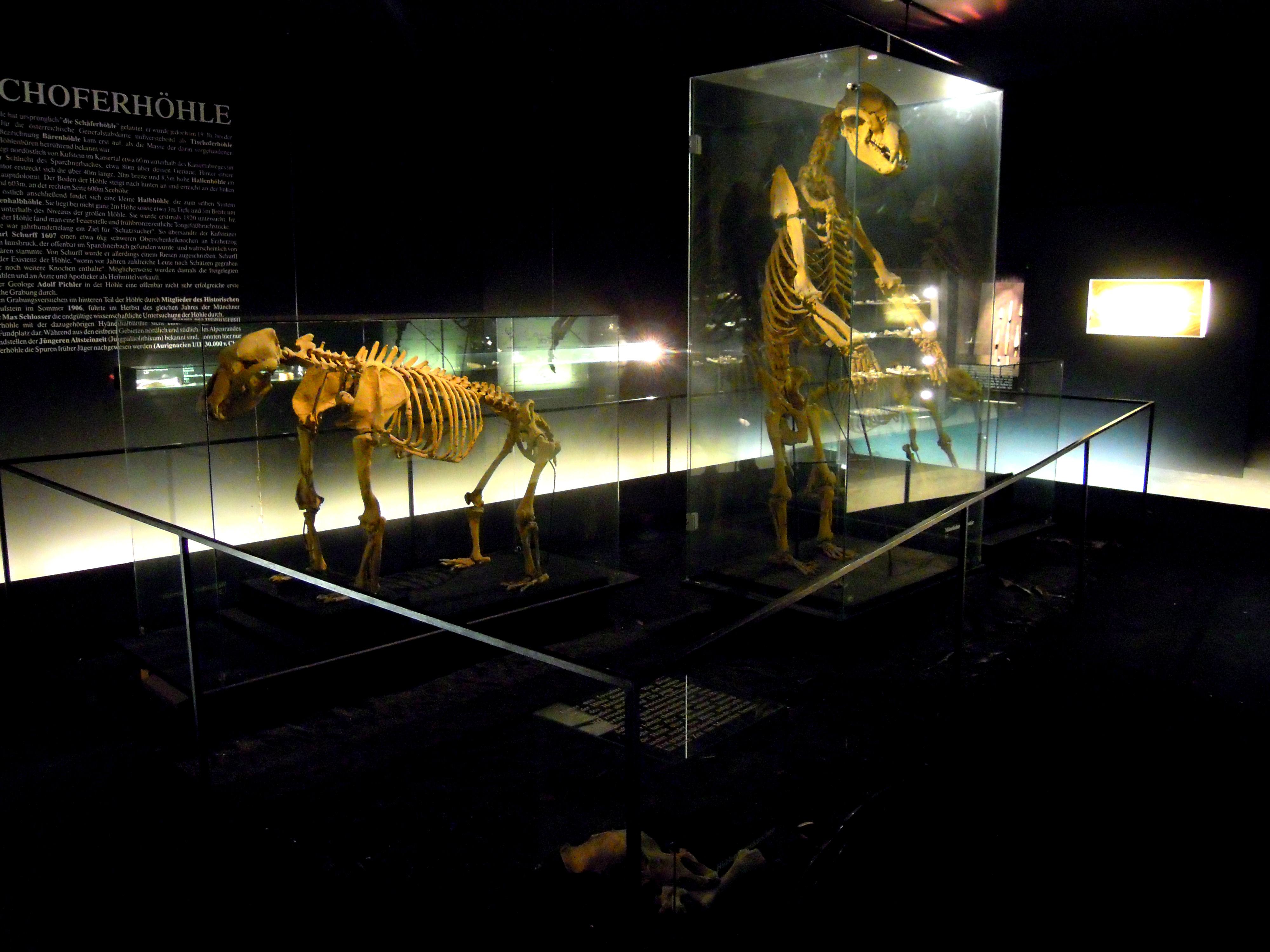
Animal skeletons in the museum
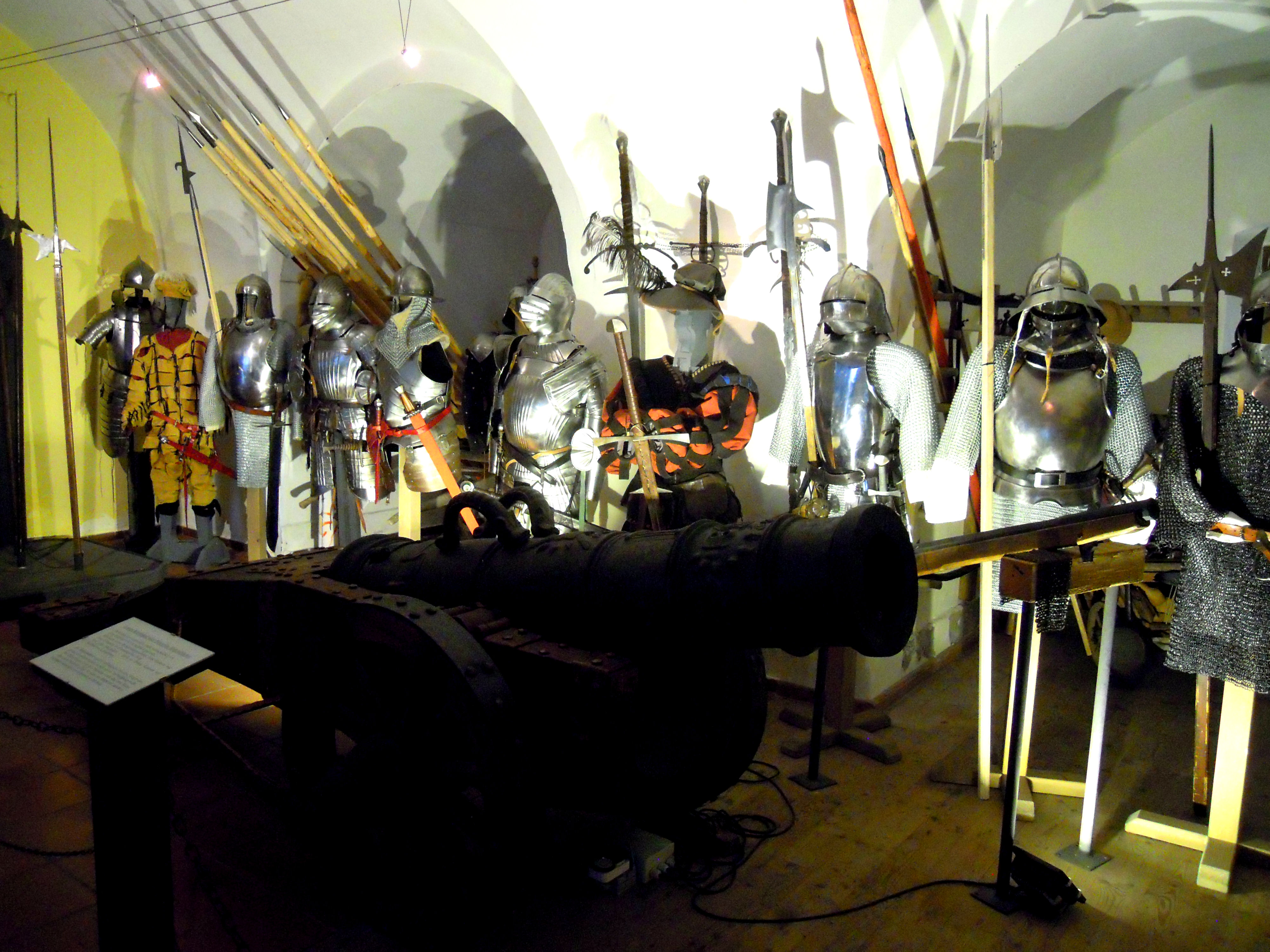
Display of armour in the museum
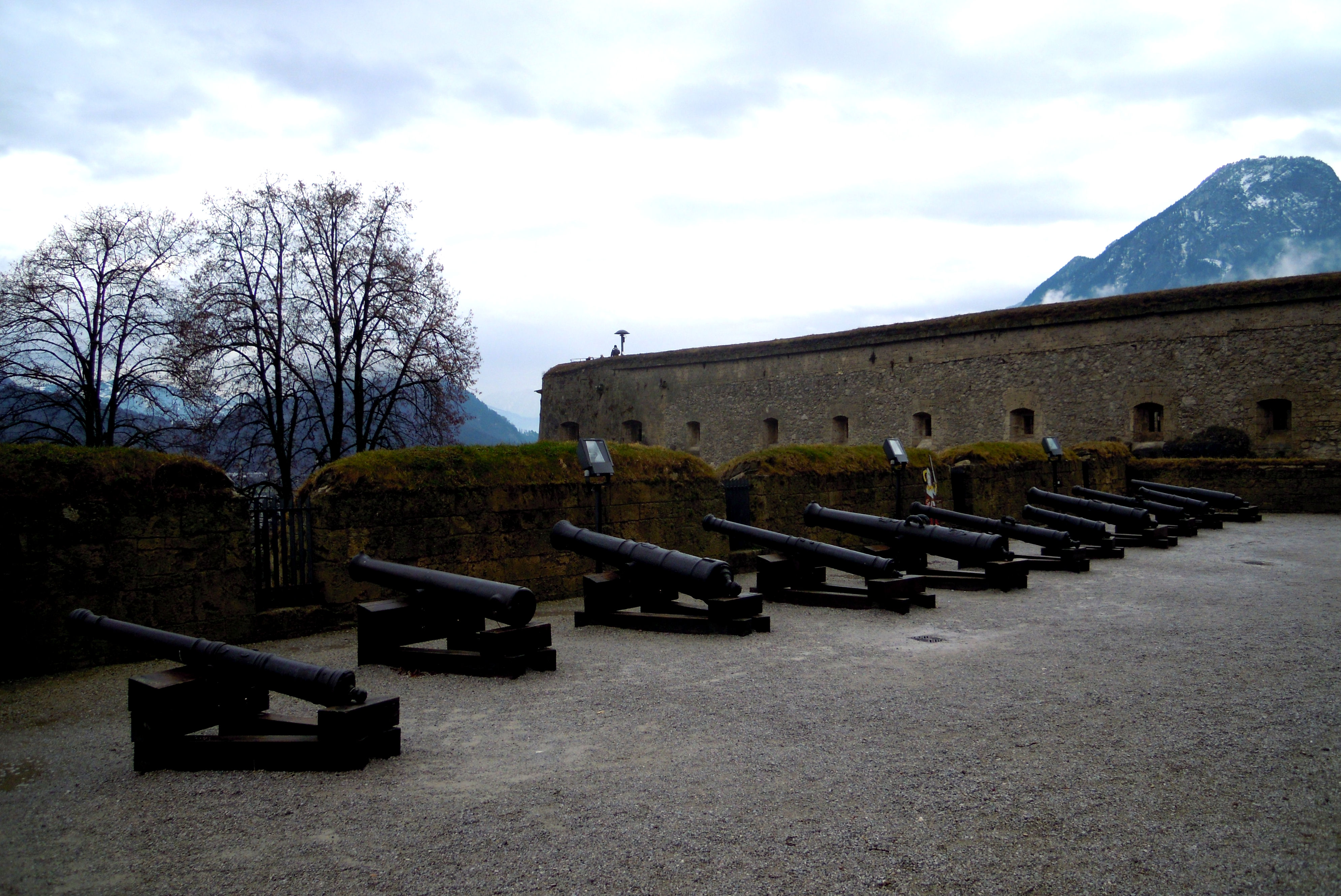
Display of artillery at the fortress
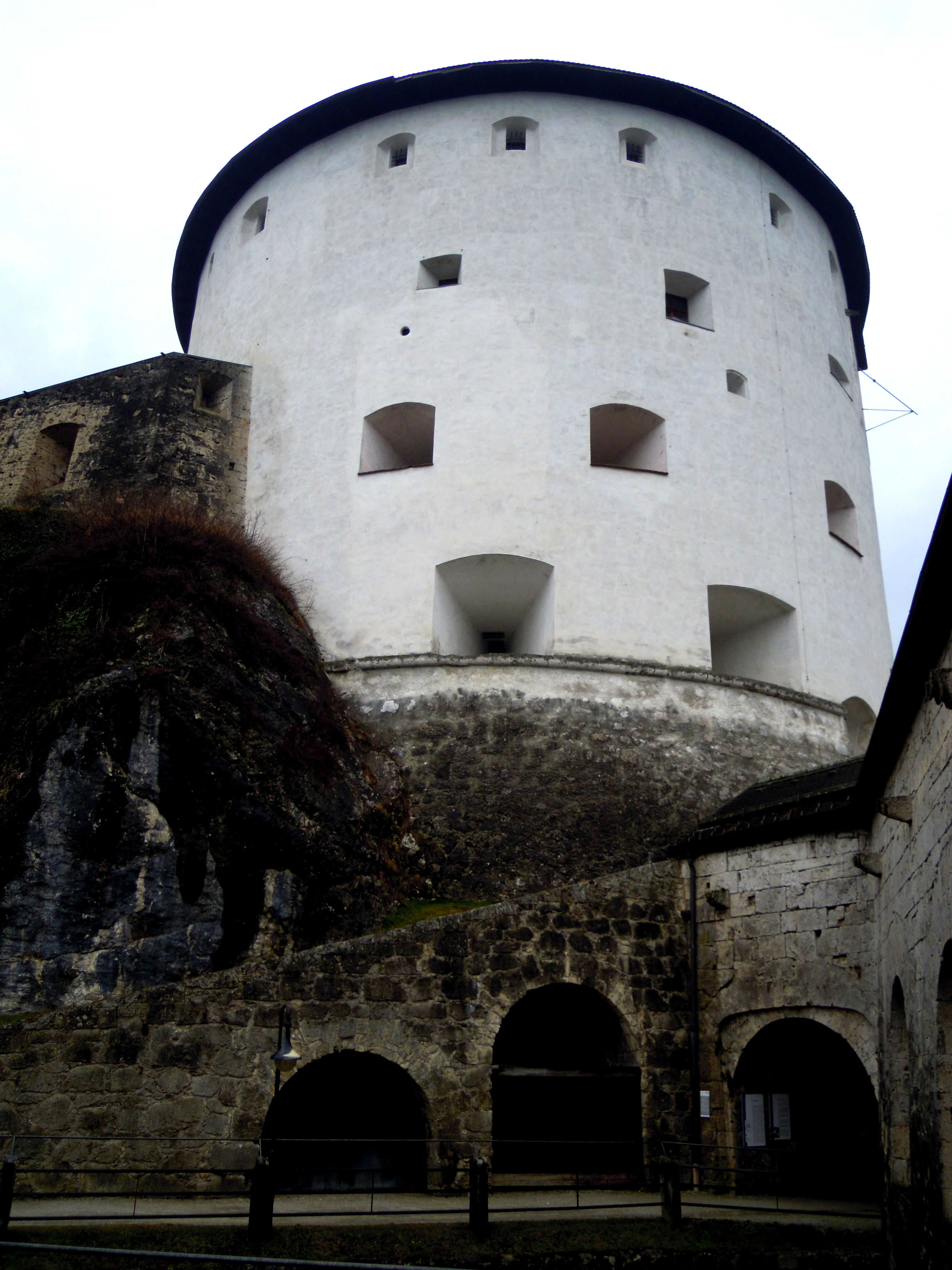
The tower at Kufstein Fortress
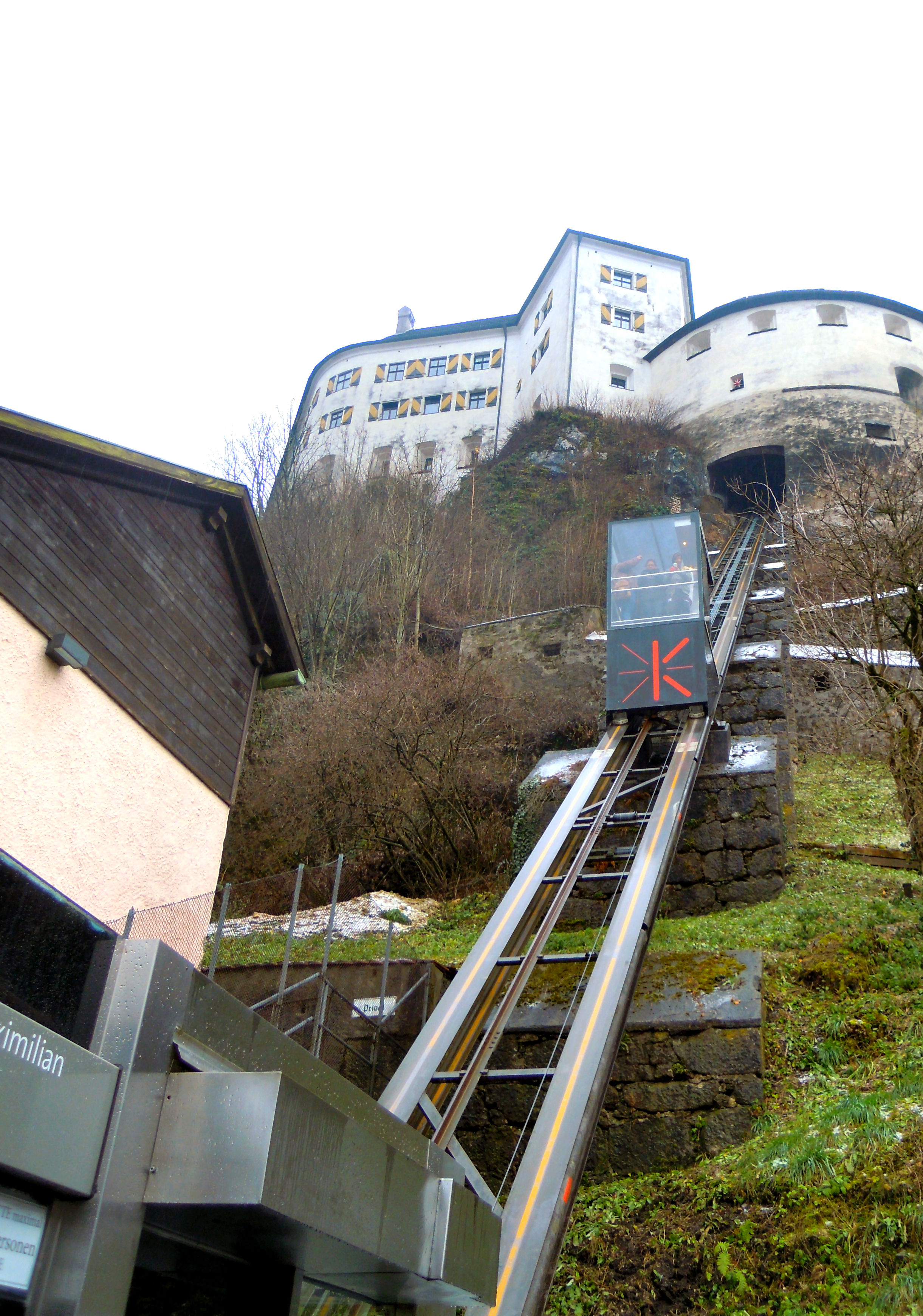
The Kaiser Maximilian Funicular Railway